# Diana Maggi
Diana Maggi, nome d'arte di Graziosa Maggi (Milano, 10 giugno 1925 – Buenos Aires, 15 settembre 2022), è stata un'attrice argentina di origini italiane, famosa soprattutto in Argentina e in Spagna.

## Biografia
Nata a Milano, arrivò in Argentina nel 1928, all'età di tre anni. Iniziò la carriera recitando nell'opera Aída al Teatro Colón di Buenos Aires.
Nel 1938 entrò nel cinema come comparsa in Mujeres que trabajan, film di Manuel Romero, mentre nel 1943 ebbe un piccolo ruolo in Las sorpresas del divorcio.
Nel 1950 apparve in cinque film, come Nacha Regules, insieme a Zully Moreno e Arturo de Córdova, pellicola per la quale ottenne premi come miglior attrice non protagonista in Argentina e nel secondo Certamen Hispano Americano di Cinema in Spagna. Ottenne poi ruoli più importanti, come in Fuego sagrado, dove recitò con Francisco de Paula; recitò poi insieme a Enrique Santos Discépolo in El hincha e con Miguel de Molina in Ésta es mi vida. Nel 1953 prese parte in La Tigra, il quale uscì undici anni dopo a causa della censura.
Alla fine degli anni cinquanta si trasferì in Spagna, dove entrò a far parte in diversi film e a teatro. All'inizio del decennio successivo tornò in Argentina dove partecipò allo spettacolo Vamos a contar mentiras, il quale fu un successo.
Nel 1982 terminò la sua carriera, apparendo nel suo ultimo film intitolato Esto es vida di Fernando Siro, che però non uscì.
Diana è morta a Buenos Aires il 15 settembre 2022 a 97 anni.

### Vita privata
Negli anni sessanta ebbe una relazione con l'attore spagnolo Ismael Merlo. Dal 1976 viveva con l'attore argentino Juan Carlos Dual (deceduto nel 2015) nel centro di Buenos Aires.

## Filmografia
- Mujeres que trabajan, regia di Manuel Romero (1938)
- Frontera Sur, regia di Belisario García Villar (1943)
- Las sorpresas del divorcio, regia di Roberto Ratto (1943)
- La calle grita, regia di Lucas Demare (1948)
- Alma de bohemio, regia di Julio Saraceni (1949)
- De padre desconocido, regia di Alberto de Zavalía (1949)
- La doctora quiere tangos, regia di Alberto de Zavalía (1949)
- Campeón a la fuerza, regia di Juan Sires ed Enrique Ursini (1950)
- El morocho del Abasto (La vida de Carlos Gardel), regia di Julio C. Rossi (1950)
- El otro yo de Marcela, regia di Alberto de Zavalía (1950)
- Fuego sagrado, regia di Ricardo Núñez (1950)
- Nacha Regules, regia di Luis César Amadori (1950)
- Concierto de bastón, regia di Enrique Cahen Salaberry (1951)
- El complejo de Felipe, regia di Juan Carlos Thorry (1951)
- El hincha, regia di Manuel Romero (1951)
- Ésta es mi vida, regia di Román Viñoly Barreto (1952)
- Mi noche triste, regia di Lucas Demare (1952)
- Sala de guardia, regia di Tulio Demicheli (1952)
- La Tigra, regia di Leopoldo Torre Nilsson (1953)
- La voz de mi ciudad, regia di Tulio Demicheli (1953)
- Rimorso che uccide (Una ventana a la vida), regia di Mario Soffici (1953)
- La delatora, regia di Kurt Land (1955)
- La sombra de Safo, regia di Julio Porter (1957)
- Los ángeles del volante, regia di Ignacio F. Iquino (1957)
- Placeres conyugales, regia di Luis Saslavsky (1964)
- Nadie oyó gritar a Cecilio Fuentes, regia di Fernando Siro (1965)
- Viaje de una noche de verano, regia di Rubén W. Cavallotti (1965)
- Hotel alojamiento, regia di Fernando Ayala (1966)
- ¡Qué noche de casamiento!, regia di Julio Porter (1969)
- El extraño del pelo largo, regia di Julio Porter (1970)
- Vuelvo a vivir...vuelvo a cantar, regia di Julio Saraceni (1971)
- La película, regia di José María Paolantonio (1975)
- Esto es vida, regia di Fernando Siro (1982)

## Premi e riconoscimenti
- Premio Martín Fierro
  - 1974 – Migliore attrice
- Premio Konex
  - 1981 – Una delle migliori attrici argentine di commedia